# 甲基膦酸
甲基膦酸是一种有机磷化合物，化学式为CH3P(O)(OH)2。中心的磷原子是三角锥形，与一个甲基、两个氢氧基和一个氧原子键合。甲基膦酸是一种不易挥发的白色固体，难溶于有机溶剂，但可溶于水和常见醇。

## 制备
制备甲基膦酸时，首先让亚磷酸三乙酯进行米歇尔–阿尔布佐夫反应，生成五价磷中心：
CH3Cl  +  P(OC2H5)3   →   CH3PO(OC2H5)2 + C2H5Cl
所生成的二烷基膦酸酯与三甲基氯硅烷反应，然后将硅氧膦酸酯水解，生产所需要的产物。
CH3PO(OC2H5)2  +  2 Me3SiCl   →   CH3PO(OSiMe3)2  +  2 C2H5Cl
CH3PO(OSiMe3)2 + 2H2O  →   CH3PO(OH)2  +  2 HOSiMe3
合成途径之所以使用硅氧磷酸酯作为中间体，是因为直接将二烷基膦酸酯水解很困难。艾伦·卡特里茨基和同事于1989年发表了甲基膦酸的一锅合成法。